# 甲骨文书法
甲骨文书法可以指殷商贞人契刻龟甲、兽骨的工艺，而“书法”的概念大抵后世才有。该术语也可以指20世纪甲骨学兴起后，利用今人释义的书法艺术。在甲骨学的发展过程中，书写常常能帮助学者理解甲骨字义。中国书法中常有对“朴拙”的追求，甲骨文书法似乎是这一追求的极点。
当代甲骨文书法常用毛笔等软笔模仿契刻效果，使用后世常用字书写各类内容。当代书家喜用從右至左書寫等习惯，但在甲骨文的时代并没有成规。
河南安阳作为殷墟所在地，中小学经常有甲骨文书法课。